# أدريان غريفيث
أدريان غريفيث (19 نوفمبر 1971 - ) (بالإنجليزية: Adrian Griffith)‏ هو لاعب كريكت باربادوسي. شارك في دورة ألعاب الكومنولث 1998. وشارك مع منتخب الهند الغربية للكريكت ومنتخب باربادوس الوطني للكريكت.

## وصلات خارجية
- أدريان غريفيث على موقع إي آس بي آن كريك إنفو (الإنجليزية)